# Giáo hoàng Antêrô
Antêrô (Tiếng Latinh: Anterus) là người kế nhiệm Giáo hoàng Pontianus và là vị Giáo hoàng thứ 19 của Giáo hội Công giáo. Theo niên giám Tòa thánh năm 1861 thì ông lên ngôi Giáo hoàng vào năm 235 và ở ngôi trong 1 năm. Niên giám tòa thánh năm 2003 xác định ông lên ngôi Giáo hoàng vào ngày 21 tháng 11 năm 235 và kết thúc vào ngày 3 tháng 1 năm 236.
Năm sinh và nơi sinh của ông rất khó xác định. Tuy nhiên, theo một số nguồn thì Anterus là con trai của Romulus, sinh tại Magna Grecia (Petilia Policastro), Hy Lạp và mất vào ngày 3 tháng 1 năm 236 tại Rô-ma, Italy. Thời gian làm Giáo hoàng của ông rất ngắn. Ông làm Giáo hoàng trong 1 tháng và hơn 10 ngày. Ông có nguồn gốc Hy Lạp nhưng tên của ông có thể cho biết rằng ông đã từng là một nô lệ. Anterus truyền thu thập các hành động và các thánh tích của các vị tử đạo để lưu giữ trong các nhà thờ, ở một chỗ gọi là "Scrinium".
Ông khởi đầu một cuộc ghi chép chính thức về các hoạt động của Giáo hội, được cất giữ trong một nơi gọi là scrinium. Bộ sưu tập này bị thiêu huỷ dưới thời Diocletian. Theo Liber Pontificalis thì ông đã chịu tử vì đạo dưới triều hoàng đế Massimino Trace và được chôn cất trong các hầm mộ của St Callixtus ở trên đường Appian- Rôma.